# San Donaci
San Donaci is een gemeente in de Italiaanse provincie Brindisi (regio Apulië) en telt 7062 inwoners (31-12-2004). De oppervlakte bedraagt 34,2 km², de bevolkingsdichtheid is 206 inwoners per km².

## Demografie
San Donaci telt ongeveer 2220 huishoudens. Het aantal inwoners daalde in de periode 1991-2001 met 4,1% volgens cijfers uit de tienjaarlijkse volkstellingen van ISTAT.
| Jaar | Inwoneraantal |
| ---- | ------------- |
| 1991 | 7425          |
| 2001 | 7117          |

## Geografie
San Donaci grenst aan de volgende gemeenten: Brindisi, Cellino San Marco, Guagnano (LE), Mesagne, San Pancrazio Salentino.